# بكر بن عمرو
بكر بن عمرو المعافري المصري، محدث من تابعي التابعين، وكان إمام جامع الفسطاط بمصر.

## روايته للحديث
- حدث عن: أبي عبد الرحمن الحبلي، وعكرمة، ومشرح بن هاعان، ومسلم بن يسار المصري.
- حدث عنه: حيوة بن شريح، ويحيى بن أيوب، وابن لهيعة، والليث، وغيرهم.

## أقوال العلماء فيه
- قال أبو الحسن بن القطان الفاسي: لا نعلم عدالته.
- قال أبو حاتم الرازي: شيخ.
- قال أبو سعيد بن يونس المصري: كانت له عبادة وفضل.
- قال أبو عيسى الترمذي: حكم على متن حديث رواه بأنه حديث حسن صحيح.
- قال ابن حجر العسقلاني: صدوق عابد.
- قال الدارقطني: ينظر في أمره، ومرة: يعتبر به.
- قال الذهبي: محله الصدق.[2]